# Matsushima (incrociatore)
La Matsushima (松島?) fu un incrociatore protetto della Marina imperiale giapponese che diede nome alla propria classe. Progettata da Louis-Émile Bertin impostata il febbraio 1888 nel cantiere di Compagnie des Forges et Chantiers de la Méditerranée à la Seyne, Francia, varata il 22 gennaio 1890 e completata il marzo 1891. Come le sue navi sorelle (la Itsukushima e la Hashidate) il suo nome deriva da uno dei panorami più famosi del Giappone, in questo caso quello della baia di Matsushima vicino a Sendai nella prefettura di Miyagi.

## Storia
Dal giugno al novembre 1893 la Matushima, la Takachiho e la Chiyoda navigarono per 160 giorni, percorrendo 7.000 miglia nautiche lungo le coste della Cina, Corea e Russia.
La Matsushima fu la nave ammiraglia dell'ammiraglio Ito Sukeyuki durante la prima guerra sino-giapponese e giocò un ruolo fondamentale nella battaglia del fiume Yalu, dove venne colpita da proiettili da 10 e 12 pollici che causarono la morte di 90 marinai, più di metà delle perdite giapponesi della battaglia. Durante la battaglia la Matsushima riuscì a sparare solo 4 proiettili dal suo cannone da 320 mm, la Itsukushima sparò 5 colpi e la Hashidate 5 colpi. Di questi pare che uno solo sia stato un centro diretto contro una nave della flotta cinese. Partecipò inoltre all'attacco contro Weihaiwei.
Il 21 marzo 1898 venne riclassificato come incrociatore di seconda classe.
Il principe Arisugawa Takehito (1862-1913) ne venne successivamente nominato capitano, seguito da Uryū Sotokichi.
Nel 1901-2 vennero installate otto nuove caldaie Belleville che aumentarono la pressione di vapore disponibile.
Nel 1902 venne inviata a Minami Torishima, in risposta alla dichiarazione statunitense che l'isola fosse un territorio USA.
Durante la guerra russo-giapponese la Matsushima e le sue navi sorelle, ormai troppo vecchie, furono assegnate al 5º Squadrone della Terza Flotta di riserva, insieme con l'ugualmente vecchia ironclad Chin'en al comando dell'ammiraglio Shichiro Kataoka.
Il 30 aprile 1906 mentre era impegnata in una crociera di addestramento per l'Accademia della Marina Imperiale Giapponese un incidente nel magazzino delle munizioni causò una grande esplosione, che affondò il vascello mentre si trovava nelle isole Pescadores al largo di Taiwan, 207 dei 350 membri dell'equipaggio perirono nell'affondamento.
Un memoriale alle navi della classe Matsushima in generale, e alla Matsushima in particolare si trova nel tempio di Omido-ji a Mihama, Prefettura di Aichi. Il memoriale contiene uno dei proiettili da 320 mm delle navi di questa classe, del peso di 450 kg e alto 97,5 cm.

## Fonti
- Roger Chesneau, Eugene M. Kolesnik (a cura di). Conway's All the World Fighting's Ships 1860-1905. Londra, Conway Maritime Press Ltd, 1979

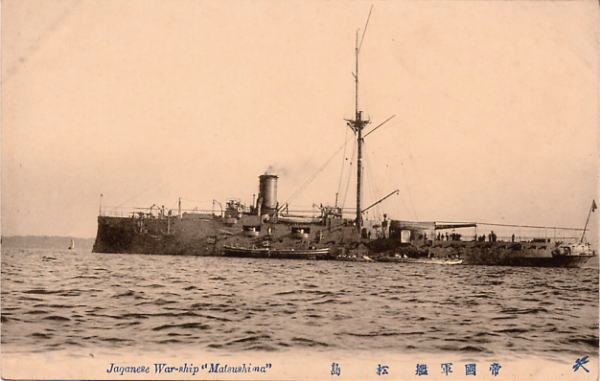
Immagine della Matsushima in una cartolina postale del 1905